# Edgewater (Colorado)
Edgewater é uma cidade localizada no estado americano de Colorado, no Condado de Jefferson.

## Demografia
Segundo o censo americano de 2000, a sua população era de 5445 habitantes.
Em 2006, foi estimada uma população de 5159, um decréscimo de 286 (-5.3%).

## Geografia
De acordo com o United States Census Bureau tem uma área de
1,8 km², dos quais 1,8 km² cobertos por terra e 0,0 km² cobertos por água.

## Localidades na vizinhança
O diagrama seguinte representa as localidades num raio de 8 km ao redor de Edgewater.